# Palazzo Turati
Il Palazzo Turati è un palazzo storico situato nel centro storico di Milano, in via Meravigli al civico 7, costruito in stile neorinascimentale.

## Storia

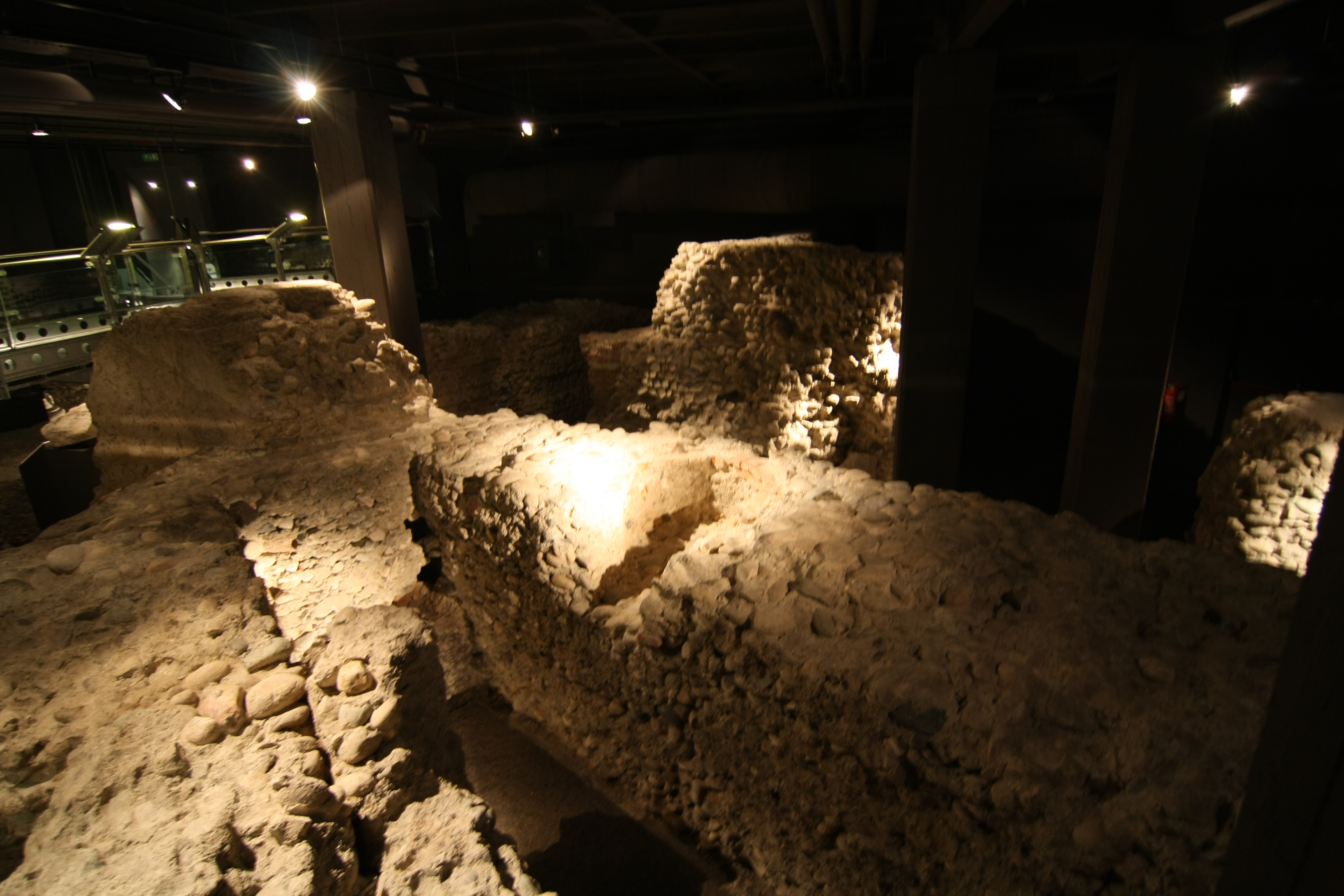
Resti del teatro romano di Milano, visitabili nel museo sensibile istituito nei sotterranei di Palazzo Turati presso la Camera di Commercio della città

Il palazzo fu commissionato da Francesco Antonio ed Emilio Turati, commercianti di cotone lombardi. Il palazzo, per volere dei fratelli, fu progettato dall'architetto Enrico Combi prendendo ispirazione dal palazzo dei Diamanti di Ferrara: il progetto fu completato nel 1876.
Nel 2016 il palazzo è stato acquistato da un fondo dell'Azerbaigian.

## Descrizione
La facciata, dallo stile decisamente neorinascimentale, si presenta immediatamente riconoscibile dal particolare bugnato a forma di diamante, (ad imitazione di quello ferrarese di Biagio Rossetti in Palazzo dei Diamanti), che ricopre tutto il palazzo fatta eccezione per le finestre a serliana, le lesene e le balconate con finestroni, sempre a serliana, coronati da un frontone decorato; il portone d'ingresso è affiancato da due candelabre; all'interno si trova un cortile porticato ispirato alle forme del rinascimento lombardo.
Molto ricchi sono gli interni, di cui si segnalano: la "Sala di Flora", detta anche salottino azzurro, tappezzato in velluto di seta, con specchiere, decorazioni e sculture di Lodovico Pogliaghi, e affrescato da Mosè Bianchi; la "Sala di Prometeo", cosiddetta per il grande camino neorinascimentale sormontato dalla scultura di Prometeo sempre del Pogliaghi; il Salone da ballo affrescato alle pareti con "Il Ballo" da Giuseppe Bertini e, nel soffitto, da Luigi Cavenaghi. Il palazzo ha ospitato per tutto il Novecento la sede della Famiglia Meneghina, celebre circolo privato milanese.
Nei sotterranei di Palazzo Turati, presso la Camera di Commercio della città, sono visitabili le fondazioni del teatro romano di Milano.